# Phygadeuon geniculatus
Phygadeuon geniculatus là một loài tò vò trong họ Ichneumonidae.